# Thomas Cadène
Pour les articles homonymes, voir Cadène.
Thomas Cadène est un auteur de bande dessinée, illustrateur, scénariste et directeur éditorial français né le 23 mars 1976 à Nîmes (Gard). Il est notamment connu pour la « bédénovela » Les Autres Gens (2010-2012) et pour la série de science-fiction Alt-Life (depuis 2018). Il dirige depuis 2018 le bimestriel dessiné d'actualité Topo.

## Biographie

### Famille et jeunesse
Fils du juriste d'entreprise Jacques Cadène, Thomas Cadène est né à Nîmes. Après un cursus secondaire au lycée Alphonse-Daudet, il poursuit des études de droit dans les universités de Nîmes, Montpellier, et Toulouse. Il est l'un des frères de Nicolas Cadène, juriste, militant politique et ancien rapporteur général de l'Observatoire de la laïcité. Son autre frère, Bruno Cadène, est entrepreneur à Nîmes.

### Carrière en bande dessinée
Entre le 26 avril 2008 et le 3 mars 2010, il a tenu un blogue sur le site d'actualité Rue89 : il s'agissait du making of de son album intitulé Sextape et de ses travaux suivants.
Avec Sébastien Vassant, il crée en 2009 le « PPPIFBDM » (le « Plus Petit et Plus Informel Festival de Bandes Dessinées du Monde ») dont la première édition s'est tenue à Langlade et Nîmes les 12, 13 et 14 juin 2009. Bastien Vivès en était le coprésident avec le dessinateur et blogueur AK. La seconde édition qui devait se dérouler du 28 au 30 mai 2010 a été annulée.

Du 1ermars 2010 et le 1er juillet 2012, Cadène diffuse en ligne le feuilleton quotidien Les Autres Gens, qu'il écrit et auquel collaborent plusieurs dizaines de dessinateurs . La série est ensuite recueillie en album par Dupuis d'avril 2011 à septembre 2014, et est traduite dans plusieurs langues. Les Autres Gens lui vaut à cette époque d'être régulièrement invité à intervenir lors des manifestations autour de la BD numérique. Il l'évoque ainsi en 2012 : 

« J’aurais pu faire n’importe quoi, de toute façon, comme il n’y avait presque que moi, on m’invitait. Les colloques très pointus invitaient Tony Rageul et GrandPapier et les autres, plus accessibles, moi. »

À partir de 2012, les éditions Milan (Bayard) ont publié mensuellement Les Profondeurs d'Omnihilo dans le magazine Moi je lis, une histoire scénarisée par Thomas Cadène et dessinée par Christophe Gaultier. La série est reprise dans la collection BD Kids en deux volumes, publiés en 2013 et 2014.
En réaction à l’ampleur inattendue du débat sur le mariage pour tous, Thomas Cadène décide à l’été 2013 de leur consacrer un feuilleton, reprenant des personnages de sa bédénovéla Les Autres Gens et diffusé quotidiennement du 1er juillet au 31 août 2013 sur le site du Nouvel Obs. En novembre 2013, les éditions Delcourt publient ce feuilleton en version papier.
Il crée en 2017 avec Joseph Safieddine et Camille Duvelleroy — et au dessin les auteurs Erwann Surcouf, Céline Bidault puis Marie Spénale — la série Eté, produite notamment par Arte et diffusée sur Instagram depuis 2017,,. La série est reconduite pour une deuxième saison pendant l'été 2018. En 2019, la série reprend, cette fois financée par crowdfunding.

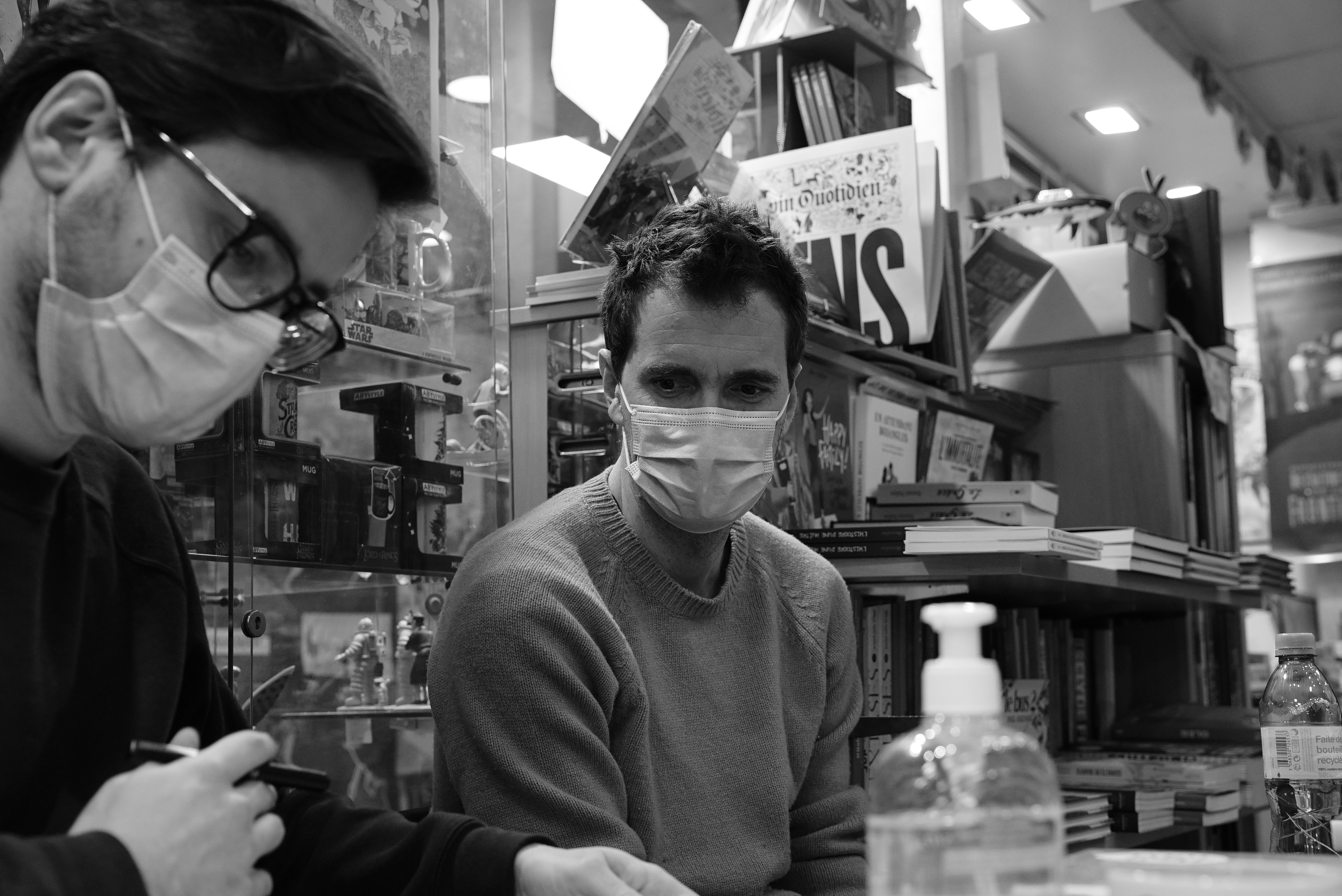
Falzon et Cadène dédicacent Alt-Life² en mars 2021.

En 2018 Le Lombard publie sa bande dessinée de science-fiction Alt-Life, dessinée par Joseph Falzon. Le second volume paraît en 2021.
En 2019, il coscénarise, avec Joseph Safieddine, BFF, série numérique en 24 épisodes dessinés par Clément C. Fabre pour le site Webtoon Factory. La série est finalement également publiée sous format livre en 2022,,.
En décembre 2019, il signe avec Benjamin Adam, dessinateur et coscénariste, la bande dessinée d'anticipation Soon,,,. L'album traite d'un futur où l'humanité est menacée par les dérèglements climatiques et les épidémies. Le journaliste Didier Pasamonik dans sa lecture y trouve des liens thématiques a posteriori avec la crise du Covid19 qui suit la sortie du livre.

### À la télévision
En janvier 2016, Arte diffuse un prequel numérique de la série télévisée Trepalium écrit par Cadène où se mêlent dessins de Grégory Mardon, photos et sons créés pour l'occasion. Cadène affirme ainsi son goût du transmédia.
En 2020, il coscénarise, avec Joseph Safieddine, Fluide, une web série en dix épisodes pour Arte.

### Autres activités
Thomas Cadène succède à Charlotte Miquel comme rédacteur en chef de la revue Topo en juin 2018.
En 2021, il signe l'écriture du jeu vidéo Unmaze, créé par Nicolas Pelloile-Oudart et Frédéric Jamain produit par Hiver Prod, Upian et Arte.
En 2022, il écrit le podcast Roger est mort pour Binge Audio.

## Œuvres

### Les Autres Gens
Le 1er mars 2010, Cadène lance avec une vingtaine de dessinateurs le feuilleton quotidien quotidien (du lundi au vendredi) Les Autres Gens — qualifié par Cadène de « bédénovela ». Les auteurs ont été classiquement payés au forfait. 
Ce soap opera dessiné est initialement lancé sans éditeur et sans que sa fin soit initialement programmée. D'après l'auteur, le récit a rencontré un succès critique et trouvé son lectorat. Au fil des épisodes, publiés jusqu'au 1er juillet 2012, une centaine d'autres dessinateurs collaborent à la série.
D'avril 2011 à septembre 2014, les éditions Dupuis publient avec une année de décalage sur la publication Web, Les Autres Gens en version papier. Chaque volume correspond à 1 mois (ou 2 mois à partir du tome #6/#7, juin 2012) de publication web. Le premier volume (dont la couverture a été dessinée par Aseyn) est paru en avril 2011. La série est par ailleurs diffusée à l'international, notamment en en Corée du sud ou encore en Allemagne sur le site du journal Frankfurter Allgemeine Zeitung et par l'éditeur papier Schreiber & Leser.

## Publications
- À travers moi, Paquet, collection Discover, 2007
Scénario et dessin : Thomas Cadène
- Regards croisés, Casterman, collection KSTЯ, 2007
Scénario : Gilles Aris - Dessin : Thomas Cadène
- Rosalinde, Casterman, collection KSTЯ, août 2008
Scénario et dessin : Thomas Cadène[31]
- Sextape, Casterman, collection KSTЯ, avril 2010
Scénario et dessin : Thomas Cadène [32]
- Les Autres Gens, ouvrages collectifs, direction et scénario de Thomas Cadène, Dupuis
  - Les Autres Gens #1, avril 2011, couverture de Aseyn (Mathilde)
  - Les Autres Gens #2, mai 2011, couverture de Manuele Fior (Arnaud)
  - Les Autres Gens #3, août 2011, couverture de Chloé Cruchaudet (Camille)
  - Les Autres Gens #4, septembre 2011, couverture de Jules Stromboni (Emmanuel)
  - Les Autres Gens #5, mars 2012, couverture de Sacha Goerg (Hélène)
  - Les Autres Gens #6/#7, juin 2012, couverture de Jérôme d'Aviau (Louis)
  - Les Autres Gens #8/#9, octobre 2012, couverture d'Alexandre Franc (Léa)
  - Les Autres Gens #10/#11, mars 2013, couverture d'Erwann Surcouf (Henri)
  - Les Autres Gens #12/#13, août 2013, couverture de Loïc Sécheresse (Yukiko)
  - Les Autres Gens #14/#15, mars 2014, couverture de Didier Garguilo (John)
  - Les Autres Gens #16/#17/#18, septembre 2014, couverture de Pochep
- Comment je me suis fait plaquer, Dupuis, ouvrage collectif, juin 2011
Scénario et dessin : Thomas Cadène
- Vivre dessous, ouvrage collectif parrainé par Thomas Cadène, octobre 2011
Scénario et dessin : Thomas Cadène
- Biopic Jean Paul Goude : La jungle des images, Dupuis, novembre 2011
Scénario : Thomas Cadène - Dessin : Alexandre Franc
- Les Profondeurs d'Omnihilo, Tome 1 Achille, Bayard, février 2013
Scénario : Thomas Cadène - Dessin : Christophe Gaultier
- Romain & Augustin, un mariage pour tous, Delcourt, collection Mirages, novembre 2013
Scénario : Thomas Cadène - Dessin : Joseph Falzon et Didier Garguilo
- Les Profondeurs d'Omnihilo, Tome 2 Le Malgris, Bayard, mars 2014
Scénario : Thomas Cadène - Dessin : Christophe Gaultier
- La Vraie Vie, Futuropolis, janvier 2016
Scénario : Thomas Cadène - Dessin : Grégory Mardon
- Eté, Delcourt, publié initialement avec Arte sur Instagram, musique de Santoré, juillet 2017
Scénario : Thomas Cadène, Joseph Safieddine, Camille Duvelleroy - Dessin : Erwann Surcouf
- Alt-Life 1, Le Lombard,  (ISBN 978-2-8036-7021-5), 6 avril 2018
Scénario : Thomas Cadène - Dessin : Joseph Falzon - Couleurs : Marie Galopin
- La Tragédie brune, Les Arènes BD, 16 mai 2018
Scénario : Thomas Cadène - Dessin : Christophe Gaultier
- Été 2, BD numérique interactive publiée par Arte sur Instagram. Coproduction Arte- Bigger Than Fiction, juin-août 2018
Scénario : Thomas Cadène, Joseph Safieddine, Camille Duvelleroy. Musique de Santoré - Dessin : Cécile Bidault, couleurs de Céline Badaroux, animation de Zélie Durand, motion design d'Alexis Petit.
- Soon[33],[34], Dargaud, 2019
Scénario : Thomas Cadène, Benjamin Adam - Dessin : Benjamin Adam - (ISBN 9782205078749)
- Alt-Life 2, Le Lombard,  (ISBN 978-2-8036-7470-1), 5 février 2021
Scénario : Thomas Cadène - Dessin : Joseph Falzon - Couleurs : Marie Galopin
- Les Amants d'Hérouville - Une histoire vraie, Delcourt,  (ISBN 978-2-4130-0347-2), 17 février 2021
Scénario : Yann Le Quellec, Thomas Cadène - Dessin et couleurs : Romain Ronzeau
- Fluide, Dargaud,  (ISBN 978-2-2050-8921-9), 2 avril 2021
Scénario : Benjamin Adam, Thomas Cadène, Joseph Safieddine - Dessin et couleurs : Benjamin Adam
- La Guerre, Delcourt,  (ISBN 978-2-7560-6172-6), 28 avril 2021
Scénario : Thomas Cadène - Dessin et couleurs : Loïc Sécheresse
- À Pleines Mains, Dargaud,  (ISBN 978-2-2050-8478-8), 11 février 2022
Scénario : Thomas Cadène, Joseph Safieddine - Dessin et couleurs : Pierre Thyss[35],[36]
- BFF, Delcourt,  (ISBN 978-2-413-04590-8), 8 juin 2022
Scénario : Thomas Cadène, Joseph Safieddine - Dessin et couleurs : Clément C. Fabre

## Prix
- 2018 : Mention spéciale du Prix de la meilleure bande dessinée de science-fiction au festival Utopiales de Nantes pour Alt-Life (avec Joseph Falzon)[37]